# District de Shuangqiao (Chengde)
Pour les articles homonymes, voir Shuangqiao.
Le district de Shuangqiao (双桥区 ; pinyin : Shuāngqiáo Qū) est une subdivision administrative de la province du Hebei en Chine. Il est placé sous la juridiction de la ville-préfecture de Chengde.